# Castillo de Mirabel
El castillo de Mirabel o de la Peña del Acero, es una edificación defensiva y sus orígenes se remontan al siglo XV. Se encuentra en las proximidades de localidad de Mirabel, en lo alto del cerro del «Acero». Está en el municipio español de Mirabel situado a unos setenta y seis km de Cáceres, capital de la provincia del mismo nombre, en la Comunidad Autónoma de Extremadura y a veintiocho de Plasencia. Si bien algunos textos comentan que la posible existencia de emplazamientos musulmanes en la zona o como origen del Castillo de Mirabel, no existe información documental que permita identificar actividad en una construcción defensiva como es el castillo en la época de dominación musulmana. La pertenencia de estas tierras a los Zúñiga de Plasencia, a mediados del siglo XV está sufucientemente documentada. Fue un noble español de la Casa de Zúñiga, último maestre de la Orden de Alcántara y participó con su Orden en la conquista y toma de Granada.

## El castillo
Los Zúñiga recibieron el título de Marqueses de Mirabel, título nobiliario español, creado el 14 de mayo de 1535 por el rey Carlos I a favor de Fadrique de Zúñiga y Sotomayor que fue el primer marqués. Fue amigo personal del emperador al que acompañó en varios viajes. Era un ilustrado del Renacimiento en el que unían las facetas militares y humanísticas. Uno de sus parientes,  Luis de Ávila y Zúñiga se casó con su hija María y heredo, por derechos de consorte, el señorío y marquesado de Mirabel. Ocupó puestos de gran relevancia en las Cortes del emperador y del rey Felipe II. También fue Comendador mayor de la Orden de Alcántara y en 1446 escribió un libro sobre Carlos V y la guerra ben Alemania que se editó en Venecia en el año 1548. Fue representante de Felipe II en diversas embajadas de Europa.
El castillo fue construido en el siglo XV sobre una obra anterior. El castillo de Mirabel o Castillo de la Peña del Acero, se llama así por estar asentado sobre un cerro que tiene ese nombre y está a dos km al sur del pueblo de Mirabel. A pesar de estar en ruinas, lo que aún permanece da una idea de la distribución de su construcción. Lo que sigue mejor conservado es una gran cámara con una importante bóveda de cañón hecha en ladrillo. Sobre ella se levantan las partes más visibles del castillo. El fuerte desnivel que presenta el terreno hizo que el muro septentrional, perfectamente adaptado a él, se mantenga casi al compreto. Las tronera que permanecen son cruciformes, del tipo de las usadas en Extremadura durante el último tercio del siglo XV lo que da una idea de la cantidad de fortificaciones similares que se construyeron en tan poco tiempo, unos 25 años. El castillo está bajo la protección de la Declaración genérica del Decreto de 22 de abril de 1949, y la Ley 16/1985 sobre el Patrimonio Histórico Español.

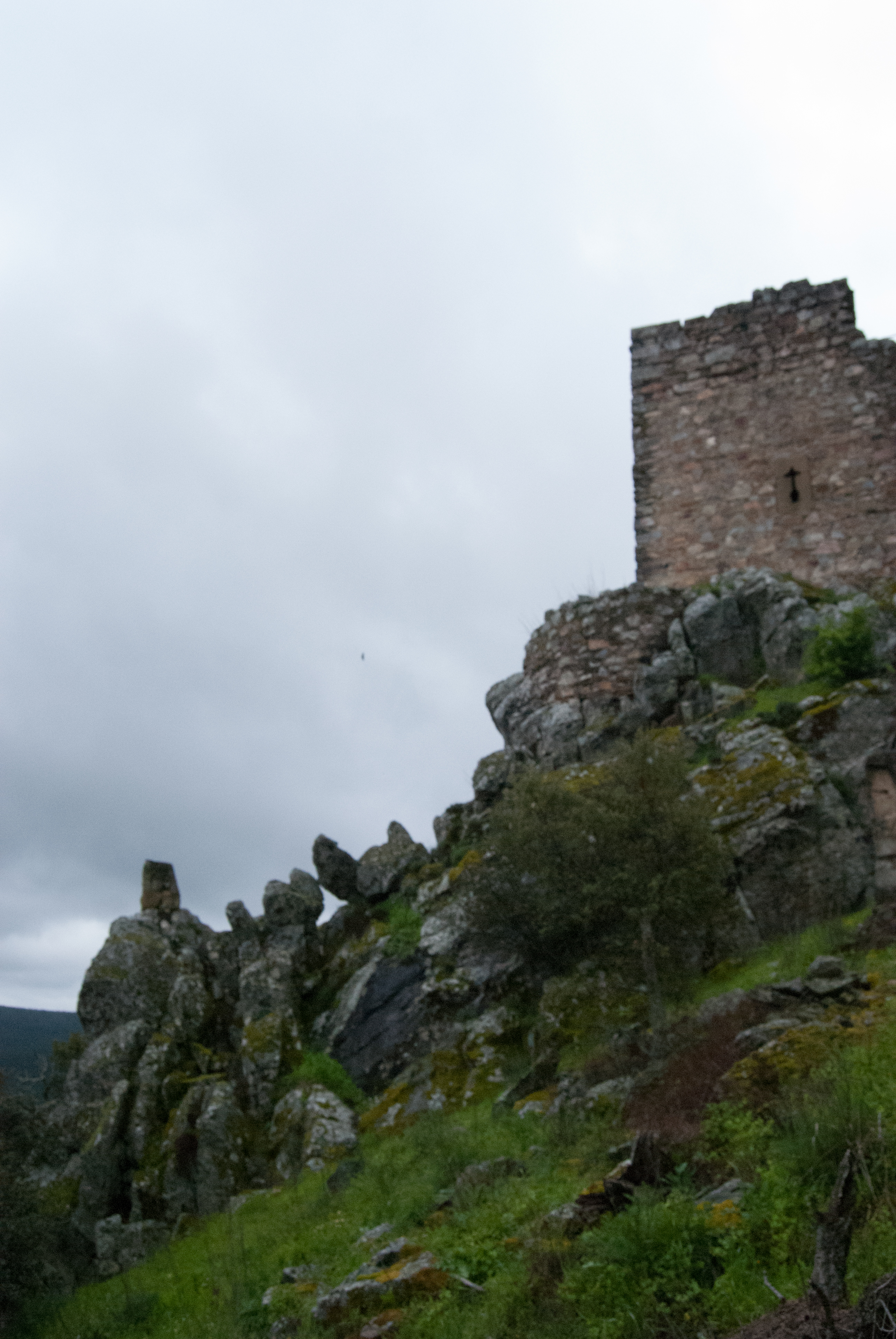